# Kanton Chaumont-3
Kanton Chaumont-3 (fr. Canton de Chaumont-3) je francouzský kanton v departementu Haute-Marne v regionu Grand Est. Tvoří ho 5 obcí a část města Chaumont. Zřízen byl v roce 2015.

## Obce kantonu
- Foulain
- Chaumont (část)
- Luzy-sur-Marne
- Neuilly-sur-Suize
- Semoutiers-Montsaon
- Verbiesles